# Lijst van Stolpersteine in Oudewater

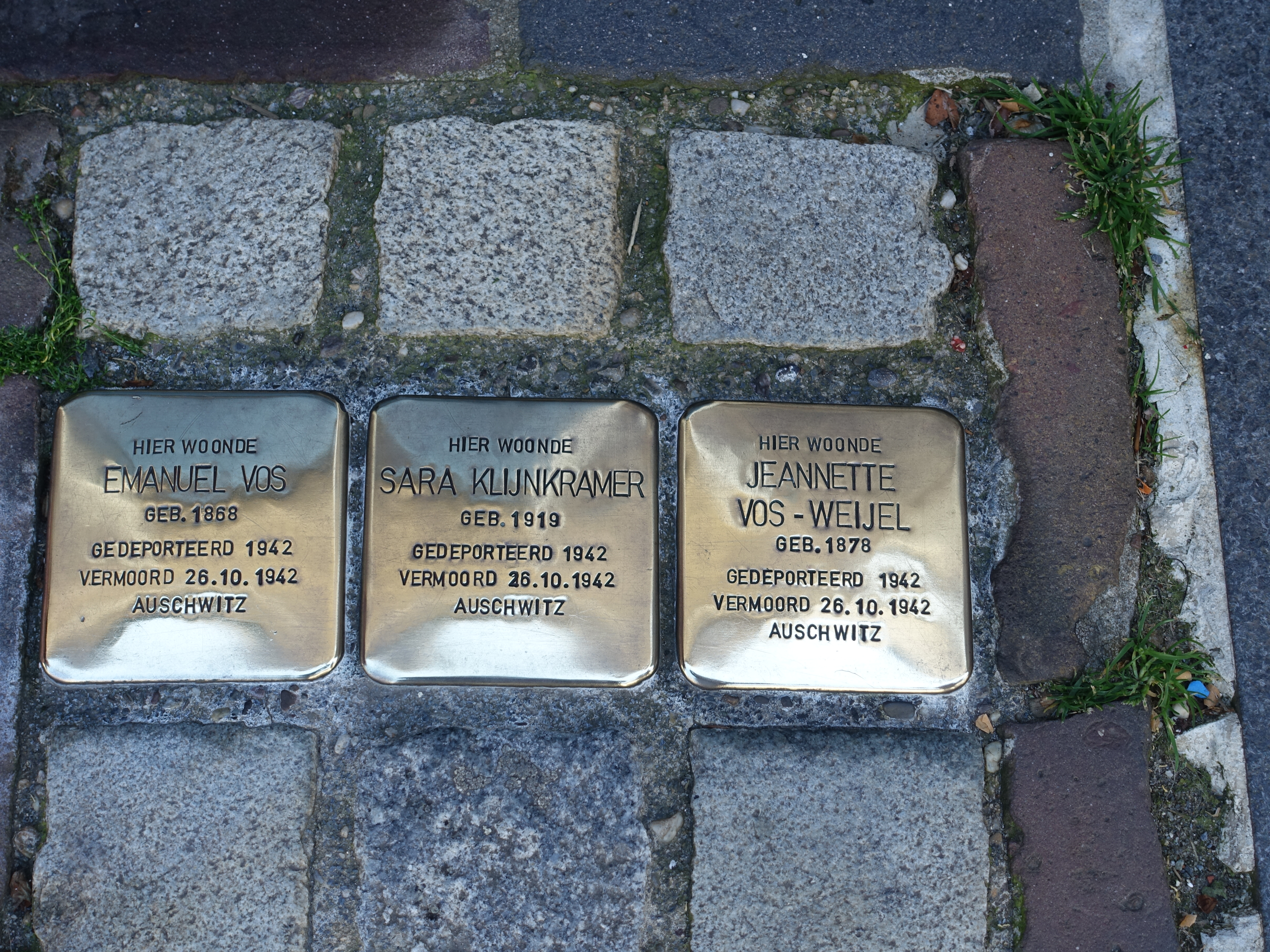
Stolpersteine op Korte Havenstraat 10 in Oudewater

De lijst van Stolpersteine in Oudewater geeft een overzicht van de gedenkstenen die in de gemeente Oudewater in de Nederlandse provincie Utrecht zijn geplaatst in het kader van het Stolpersteine-project van de Duitse beeldhouwer-kunstenaar Gunter Demnig.
Stolpersteine zijn opgedragen aan slachtoffers van het nationaalsocialisme, al diegenen die zijn vervolgd, gedeporteerd, vermoord, gedwongen te emigreren of tot zelfmoord gedreven door het nazi-regime. Demnig legt voor elk slachtoffer een aparte steen, meestal voor de laatste zelfgekozen woning.
Omdat het Stolpersteine-project doorloopt, kan deze lijst onvolledig zijn.

## Stolpersteine
In Oudewater liggen drie Stolpersteine op een adres.

### Oudewater
| Afbeelding | Inscriptie                                                                                 | Adres                | Herdachte persoon                |
| ---------- | ------------------------------------------------------------------------------------------ | -------------------- | -------------------------------- |
|            | HIER WOONDE EMANUEL VOS GEB. 1868 GEDEPORTEERD 1942 VERMOORD 26.10.1942 AUSCHWITZ          | Korte Havenstraat 10 | Emanuel Vos (1868-1942)          |
|            | HIER WOONDE JEANNETTE VOS-WEIJEL GEB. 1878 GEDEPORTEERD 1942 VERMOORD 26.10.1942 AUSCHWITZ | Korte Havenstraat 10 | Jeannette Vos-Weijel (1878-1942) |
|            | HIER WOONDE SARA KLIJNKRAMER GEB. 1919 GEDEPORTEERD 1942 VERMOORD 26.10.1942 AUSCHWITZ     | Korte Havenstraat 10 | Saartje Klijnkramer (1919-1942)  |

## Data van plaatsingen
- 19 februari 2016: drie Stolpersteine op Korte Havenstraat 10